# MartinBauer
MartinBauer ist ein global agierendes Unternehmen, das pflanzliche Lösungen für die Tee-, Getränke- und Lebensmittelindustrie entwickelt und produziert. Sie ist Teil der Unternehmensgruppe the nature network, welche durch die MB-Holding gelenkt wird. Das von Martin Bauer 1930 gegründete Familienunternehmen hat seinen Hauptsitz im mittelfränkischen Vestenbergsgreuth.

## Standorte
MartinBauer beschäftigt international über 2.300 Mitarbeitende an mehr als 20 Produktions- und Vertriebsstandorten (Stand 2024).

## Geschichte
Der Gründer Martin Bauer war der Sohn einer Kleinbauern-Familie aus Vestenbergsgreuth. Seine Familie unterstützte er durch das Schnitzen von Holzschuhen. Seine Leidenschaft galt aber den Heilkräutern, ihrer Vielfalt und Wirkung. Anfang der 1920er-Jahre baute er auf seinem Grundstück Ringelblumen an, die er an Drogisten verkaufte. Später kamen mit Pfefferminze, Eibischwurzel und Kamille weitere Heilpflanzen dazu. Im Jahre 1930 gründet er mit 28 Jahren seine Firma und legt damit den Grundstein für die heute weltweit tätige Unternehmensgruppe. Das Kräuterverarbeitungswerk trug von Beginn an den Namen des Gründers Martin Bauer.
Die Nachfrage für Kräuter wurde so groß, dass sie nicht mehr nur selbst angebaut, sondern zugekauft werden mussten. 1950 stieg Hans Wedel, der Schwiegersohn von Martin Bauer, ins Unternehmen ein. Er trieb die Expansion des Unternehmens voran und gewann bei Reisen, vor allem nach Osteuropa, viele neue Kunden und Anbaupartner von Heilkräutern. Neben Kräutern wurden auch Früchte für Früchtetees, wie Hagebutte, Hibiskus oder Apfel wichtige Waren. In den 1960er-Jahren wuchs das Unternehmen rasant, dank einer speziellen Feinschnittmethode für Tee im Aufgussbeutel.
Um das Jahr 1980 trieb das Unternehmen den Ausbau des Extraktionsgeschäftes voran – für Applikationen in der Lebensmittel- und phytopharmazeutischen Industrie. In den Neunziger Jahren folgten die Expansion in Osteuropa (ab 1994) und Nordamerika (1996). Ab dem Jahr 2010 expandierte die Unternehmensgruppe in Asien und drei Jahre später auch in Lateinamerika.

## Unternehmensnetzwerk
Muttergesellschaft von MartinBauer ist die MB-Holding GmbH & Co. Die Holding lenkt die gesamte Unternehmensgruppe the nature network, die nach eigenen Angaben ein weltweit einzigartiges Spektrum an Produkten und Dienstleistungen rund um die Pflanze anbietet.
Neben der MartinBauer besteht das Netzwerk aus zwei weiteren Geschäftsbereichen:
- Finzelberg, Entwicklung und Herstellung pflanzlicher Wirkstoffe in unterschiedlichen galenischen Formen für den Pharma- und Gesundheitsmarkt[6]

- PhytoLab, ein unabhängiges, akkreditiertes und behördlich anerkanntes Prüflabor für Analyse und Zulassung von pflanzlichen Produkten für die phytopharmazeutische und Lebensmittelindustrie. PhytoLab verfügt zudem über ein umfangreiches Angebot hochreiner pflanzlicher Referenzsubstanzen[7]

## Produkte
Das Unternehmen beliefert Industriekunden aus der Tee-, Getränke- und Lebensmittel- sowie Tierernährungsindustrie mit pflanzlichen Produkten in verschiedenen Verarbeitungsstufen. Zum Produktportfolio von MartinBauer zählen pflanzliche Rohstoffe, Extrakte, Pulver und Kräuter- und Früchteteemischungen. Die Grundlage dafür sind nach eigenen Angaben rund 200 pflanzliche Rohstoffe aus Anbau und Wildsammlung aus über 80 Ländern.